# Línea R-3f (Media Distancia)
La línea R-3 de Media Distancia es un servicio Regional de ferrocarril de ancho métrico. Conocida popularmente como Santander - Bilbao, es una histórica y centenaria línea que entre las estaciones de Santander y Marrón funciona como servicio de Cercanías de Cantabria de la línea R-3a, estando integrada en el Consorcio Regional de Transportes de Madrid. Además, entre las estaciones de Carranza y Bilbao funciona como servicio de Cercanías de Bilbao de la línea R-3b, estando integrada en el Consorcio de Transportes de Vizcaya y conviertiendo la línea regional en doblemente cadenciada. Está explotada por Renfe.

## Recorrido
La línea férrea, de vía única sin electrificar en la mayor parte de su recorrido, parte de la estación de Santander bordeando la bahía hasta la estación de Orejo, donde se separa de la línea C-3 y termina la electrificación, discurriendo a continuación de manera paralela a la costa a lo largo de la Marina cántabra hasta la localidad de Treto. A partir de aquí gira hacia el sur, adentrándose hacia el interior de la Montaña siguiendo la ría de Límpias y el cauce del río Asón hasta la estación de Gibaja. A continuación prosigue por el valle del río Carranza, atravesando el Valle de Villaverde hasta Traslaviña y de ahí a la estación de Aranguren. En este punto continúa por el valle del río Cadagua hasta finalizar en la estación de Bilbao-Concordia.

## Servicio
Tiene parada discrecional en la mayoría de estaciones, y omite por completo varias estaciones de los tramos Aranguren-Bilbao y Santander-Orejo, que son surtidas por los respectivos núcleos de cercanías.
Entre marzo de 2020 y septiembre de 2021 Renfe redujo provisionalmente aún más estos servicios debido al Estado de Alarma declarado por la Pandemia de COVID-19 en España, y mantuvo durante mucho tiempo el interrogante del momento en el que volvería a restablecer la totalidad de los servicios, ya que la empresa pública manifestó que las frecuencias se irían aumentando progresivamente conforme fuera aumentando la demanda de los viajeros. Finalmente Renfe estableció en septiembre de 2021 la totalidad de los servicios anteriores a la pandemia tras las protestas ciudadanas y manifestaciones que se celebraron.
Los distintos ayuntamientos cántabros y vizcaínos en los que presta servicio la línea han instado en diferentes ocasiones a Renfe, al Ministerio de Transportes y a Adif a que se lleven a cabo diversas medidas para revitalizar el tramo entre Orejo y Aranguren.